# Frida
Frida – amerykańsko-kanadyjsko-meksykański film biograficzny z 2002 roku, w reżyserii Julie Taymor, opowiadający o życiu meksykańskiej malarki Fridy Kahlo. Scenariusz został napisany na podstawie książki Haydena Herrery Frida: A Biography of Frida Kahlo. Zdjęcia kręcono w Meksyku (m.in. San Luis Potosí, miasto Meksyk).

## Obsada
- Salma Hayek jako Frida Kahlo
- Alfred Molina jako Diego Rivera
- Antonio Banderas jako David Siqueiros
- Mía Maestro jako Cristina Kahlo
- Valeria Golino jako Lupe Marín
- Ashley Judd jako Tina Modotti
- Edward Norton jako Nelson Rockefeller
- Geoffrey Rush jako Lew Trocki
- Saffron Burrows jako Gracie
- Roger Rees jako Guillermo Kahlo
- Margarita Sanz jako Natalie Trocki
- Didi Conn jako Kelnerka
- Elliot Goldenthal jako Sprawozdawca kroniki filmowej (głos)
- Ehécatl Chávez jako pijany młody mężczyzna
- Chavela Vargas jako La Pelona
- Diego Luna jako Alejandro Gonzalez Arias
- Amelia Zapata jako służąca
- Roberto Medina jako doktor Farril
- Lila Downs jako Śpiewaczka Tango

## Nagrody
| Nagroda                           | Kategoria                               | Nagradzany                                                | Wynik      |
| --------------------------------- | --------------------------------------- | --------------------------------------------------------- | ---------- |
| Oscar                             | Najlepsza aktorka pierwszoplanowa       | Salma Hayek                                               | Nominowana |
| Oscar                             | Najlepsza Scenografia                   | Felipe Fernández del Paso, Hania Robledo                  | Nominowani |
| Oscar                             | Najlepsze Kostiumy                      | Julie Weiss                                               | Nominowana |
| Oscar                             | Najlepsza Charakteryzacja               | John E. Jackson, Beatriz De Alba                          | Zdobyli    |
| Oscar                             | Najlepsza Muzyka                        | Elliot Goldenthal                                         | Zdobył     |
| Oscar                             | Najlepsza Piosenka ("Burn It Blue")     | Julie Taymor, Elliot Goldenthal                           | Nominowani |
| Złote Globy                       | Najlepsza aktorka w filmie dramatycznym | Salma Hayek                                               | Nominowana |
| Złote Globy                       | Muzyka filmowa                          | Elliot Goldenthal                                         | Zdobył     |
| BAFTA Awards                      | Najlepsza aktorka                       | Salma Hayek                                               | Nominowana |
| BAFTA Awards                      | Najlepszy aktor drugoplanowy            | Alfred Molina                                             | Nominowany |
| BAFTA Awards                      | Najlepsze kostiumy                      | Julie Weiss                                               | Nominowana |
| BAFTA Awards                      | Najlepsza charakteryzacja i fryzury     | Judy Chin, Beatriz De Alba, John E. Jackson, Regina Reyes | Zdobyli    |
| Nagroda Gildii Aktorów Ekranowych | Najlepsza aktorka pierwszoplanowa       | Salma Hayek                                               | Nominowana |
| Nagroda Gildii Aktorów Ekranowych | Najlepszy aktor drugoplanowy            | Alfred Molina                                             | Nominowany |